# Taraxacum tenue
Taraxacum tenue — вид квіткових рослин з родини айстрових (Asteraceae). Вид зростає в Європі: Данія, Польща, Швеція; це багаторічна рослина помірних біомів; належить до секції Taraxacum.